# Mad Maze
Mad Maze ist eine italienische Thrash-Metal-Band aus Modena, die 2002 unter dem Namen Absence of Light gegründet wurde, sich 2006 auflöste und seit 2010 wieder aktiv ist.

## Geschichte
Die Band wurde im Jahr 2002 gegründet, nannte sich Absence of Light und spielte Coverversionen von verschiedenen Thrash-Metal-Songs und ein paar wenige Eigenkompositionen. Die Besetzung bestand dabei aus dem Sänger Alberto Dettori, dem Schlagzeuger Mirko Virdis, dem Bassisten Marco Quartieri und den Gitarristen Luca Venturelli und Paolo Schioppa. Ohne jemals einen Tonträger aufgenommen zu haben, kam es 2006 zur Auflösung. Die Mitglieder widmeten sich danach zunächst anderen Projekten.
Dabei verloren sie jedoch nie den Kontakt zueinander. Anfang 2010 beschloss Venturelli zusammen mit Virdis und Dettori eigene Lieder zu schreiben und die Band neu zu gründen. Als Ersatz für Schioppa kam Alberto Baroni hinzu, den Virdis und Dettori von ihrer gemeinsamen Aktivität bei Unbirth kannten. Die Besetzung wurde durch den Bassisten Eddie Cantoni ergänzt. Als neuer Bandname wurde Mad Maze gewählt.
Gegen Ende des Jahres erschien die EP No Time Left… in Eigenveröffentlichung, die vier Lieder enthält. Hierdurch erreichte die Band einen Plattenvertrag bei Punishment 18 Records. Cantoni verließ die Besetzung, um sich seiner Hauptband Dumper widmen zu können. Als Ersatz wurde Andrea „Kase“ Casari kurzzeitig hinzugefügt. Nachdem die Gruppe Anfang 2011 Songs für ein Debütalbum geschrieben hatte, begab sie sich ins Studio, um das mit Frames of Alienation betitelte Album aufzunehmen. Den Bass spielte hierbei Mirco „Mibbe“ Bennati. Das Material wurde dann von Simone Mularoni im Domination Studio abgemischt und von Andy Classen im Stage One Studio gemastert. Die Veröffentlichung fand Anfang 2012 statt. Danach kamen Luca Paolini als Bassist und Danny Schiavina als Sänger hinzu.

## Stil
Andreas Schiffmann von musikreviews.de schrieb in seiner Rezension zu Frames of Alienation, dass hierauf gewöhnlicher Thrash Metal zu hören ist, der politisch und in einem „flotte[n] Eins-Zwei-Takt“ gehalten sei. Auf dem Album gebe es „energetisches Gedresche mit kernigem Gesang“, das „fett produziert und treffsicher gespielt wurde“. Der Gesang Dettoris erinnere zudem gelegentlich an den von Russ Anderson (Forbidden). In den Songs setze die Gruppe außerdem nicht immer auf Eingängigkeit, sondern komponiere auch weitschweifiger. Walter von metal.de, der ebenfalls das Album rezensierte, fand, dass sich die Band stark am alten Thrash-Metal-Klang aus der San Francisco Bay Area orientiert. Die Musik sei dabei sehr konventionell und erinnere an Gruppen wie Exodus, Death Angel und Heathen.

## Diskografie
- 2010: No Time Left… (EP, Eigenveröffentlichung)
- 2012: Frames of Alienation (Album, Punishment 18 Records)